# 실속만점 TV부동산
《실속만점 TV부동산》은 1999년에 방영되었던 ITV 경인방송의 부동산 정보 프로그램이다.